# Lorysa większa
Lorysa większa (Trichoglossus forsteni) – gatunek średniej wielkości ptaka z rodziny papug wschodnich (Psittaculidae). Zamieszkuje Małe Wyspy Sundajskie w Indonezji; jest zagrożony wyginięciem.

## Taksonomia
Lorysa większa została opisana w 1850 r. przez francuskiego ornitologa Karola Lucjana Bonaparte. Niektórzy autorzy uznawali ją za podgatunek lorysy górskiej (Trichoglossus haematodus). Międzynarodowy Komitet Ornitologiczny (IOC) wyróżnia 4 podgatunki.

## Podgatunki i zasięg występowania
IOC wyróżnia następujące podgatunki lorysy większej wraz z ich obszarem występowania:
- T. f. djampeanus Hartert, 1897 – wyspa Tanah Jampea;
- T. f. stresemanni Meise, 1929 – wyspa Kalaotoa;
- T. f. mitchellii Gray, GR, 1859 – wyspy Bali i Lombok;
- T. f. forsteni Bonaparte, 1850 – wyspa Sumbawa.

## Morfologia
Lorysy większe mierzą około 26 cm (inne źródło: 24 cm) oraz ważą 100–157 g. Długość skrzydła wynosi 132–139 mm. Brak widocznego dymorfizmu płciowego. Głowa i brzuch są ciemnoniebieskie, kark jest bladozielony (lub żółtawy), pierś czerwona. Grzbiet, wierzch skrzydeł, kuper i ogon są jasnozielone. Dziób jest czerwony. T. f. mitchellii jest najmniejszym podgatunkiem. Młode osobniki przypominają upierzeniem dorosłe.

## Ekologia i zachowanie
Lorysy większe zamieszkują tereny do 700 m n.p.m. Ich środowisko stanowią lasy. Spotykane są także na plantacjach. Żywią się głównie nektarem. W skład ich diety wchodzą również figi oraz owady. Lorysy najczęściej widywane są w parach i małych grupach rodzinnych.

### Lęgi
Na wyspie Sumbawa lęgi lorys większych były odnotowane w maju. Ptaki te gniazdują w głębokich dziuplach dużych drzew. Samica składa 2–3 jaja, które wysiaduje przez 23–25 dni (inne źródło: 24–27 dni). Na podstawie danych ptaków trzymanych w niewoli młode po wykluciu ważą 5 g. Opuszczają gniazdo w wieku 8–9 tygodni.

## Status
Międzynarodowa Unia Ochrony Przyrody (IUCN) od 2020 r. uznaje lorysę większą za gatunek zagrożony (EN – endangered). Wcześniej, od 2016 r. klasyfikowała ją jako gatunek narażony (VU – vulnerable), a od 2014 r. jako gatunek bliski zagrożenia (NT – near threatened). Przed 2014 rokiem nie była klasyfikowana przez IUCN, gdyż traktowano ją jako podgatunek lorysy górskiej (T. haematodus). Liczebność szacuje się na 500–1500 dojrzałych osobników oraz ma trend malejący. Największa populacja jest prawdopodobnie na Sumbawie, liczy ona nie więcej niż 1000 dojrzałych osobników. Głównym zagrożeniem lorys większych jest ich wyłapywanie dla handlu dzikimi ptakami. Na niektórych wyspach (Tanahjampea, Kalaotoa oraz Kalao) nie ma żadnych obserwacji w ciągu ostatnich 15 lat oraz przypuszcza się, że wyginęły z tamtych obszarów (stan w 2020 r.).